# Tîmcenkivka, Mașivka
Tîmcenkivka (în ucraineană Тимченківка) este un sat în comuna Seleșciîna din raionul Mașivka, regiunea Poltava, Ucraina.

## Demografie
Componența lingvistică a localității Tîmcenkivka
     Ucraineană (100%)
Conform recensământului din 2001, toată populația localității Tîmcenkivka era vorbitoare de ucraineană (100%).